# Simone Christensen
Simone Tetsche Christensen (Aarhus, 10 de febrero de 1994) es una deportista danesa que compite en ciclismo en la modalidad de BMX.
Ganó una medalla de bronce en el Campeonato Mundial de Ciclismo BMX de 2015 y cinco medallas en el Campeonato Europeo de Ciclismo BMX entre los años 2014 y 2019. En los Juegos Europeos de Bakú 2015 obtuvo una medalla de oro en la carrera femenina.

## Palmarés internacional
| Campeonato Mundial | Campeonato Mundial    | Campeonato Mundial | Campeonato Mundial |
| Año                | Lugar                 | Medalla            | Competición        |
| ------------------ | --------------------- | ------------------ | ------------------ |
| 2015               | Zolder (Bélgica)      | Medalla de bronce  | Carrera            |
| Juegos Europeos    |                       |                    |                    |
| Año                | Lugar                 | Medalla            | Competición        |
| 2015               | Bakú (Azerbaiyán)     | Medalla de oro     | Carrera            |
| Campeonato Europeo |                       |                    |                    |
| Año                | Lugar                 | Medalla            | Competición        |
| 2014               | Roskilde (Dinamarca)  | Medalla de bronce  | Carrera            |
| 2015               | Erp (Países Bajos)    | Medalla de plata   | Carrera            |
| 2017               | Burdeos (Francia)     | Medalla de bronce  | Carrera            |
| 2018               | Glasgow (Reino Unido) | Medalla de plata   | Carrera            |
| 2019               | Valmiera (Letonia)    | Medalla de bronce  | Carrera            |